# Simo Rundgren

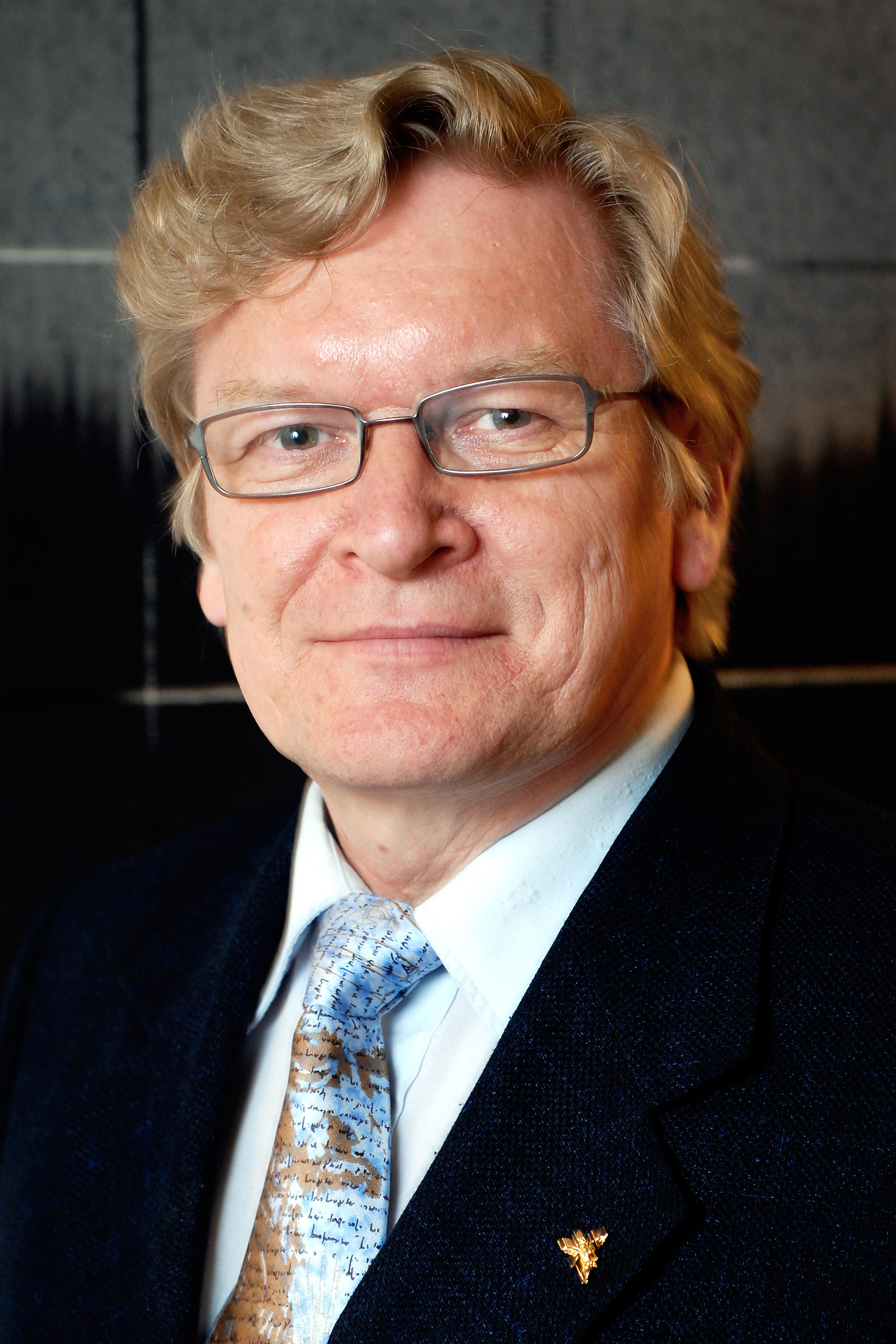
Simo Rundgren

Simo Arttur Rundgren, född 28 juni 1953 i Kolari, är en finländsk präst och politiker. Han är kyrkoherde i Tarvasjoki, före detta riksdagsman för Centern i Finland och före detta kyrkoherde i Kolari. Rundgren valdes till Finlands riksdag i 2003 års val, men åkte ur i valet 2007. Rundgren har avlagt teologie magisterexamen vid Helsingfors universitet (1982). I slutet av 1990-talet arbetade han som komminister i Pajala församling.
Rundgren leder från och med 2008 ett samarbetsprojekt mellan Pajala kommun i Sverige och Kolari kommun i Finland kallat Meänmaa.